# الغرزية
الغرزية قرية تتبع ناحية العنازة في منطقة بانياس التابعة لمحافظة طرطوس.